# Biträdande domare
Biträdande domare var i Sverige 1924–1933 titeln för vissa äldre befattningshavare i vissa större domsagor, där Kunglig majestät funnit att häradshövdingen behövde mer kvalificerade biträden. Från 1933 fick det titeln sekreterare. Biträdande domare blev därefter namnet på häradshövdingens närmaste man i Sveriges allra största domsagor. 1943 bortföll även denna beteckning och ersattes med tingsdomare.